# Santa Isabel do Rio Negro (kommun)
Santa Isabel do Rio Negro är en kommun i Brasilien.   Den ligger i delstaten Amazonas, i den nordvästra delen av landet, 2 600 km nordväst om huvudstaden Brasília. Antalet invånare är 18 133.
Följande samhällen finns i Santa Isabel do Rio Negro:
- Santa Isabel do Rio Negro

I omgivningarna runt Santa Isabel do Rio Negro växer i huvudsak städsegrön lövskog. Trakten runt Santa Isabel do Rio Negro är nära nog obefolkad, med mindre än två invånare per kvadratkilometer.